# Giovanni Battista Pallavicino
Pour les articles homonymes, voir Pallavicino.
Giovanni Battista Pallavicino (né à Gênes, alors dans la république de Gênes, en 1480 et mort le 13 août 1524 à Rome) est un cardinal italien du XVIe siècle. Il est un neveu du cardinal Antonio Gentile Pallavicino (1489).

## Biographie
Giovanni Battista Pallavicino étudie notamment à l'université de Padoue. Il est doyen du chapitre d'Orense, abbé commendataire de S. Maria di Marola et de SS. Trinità di Campagnola et abbé commendataire de Rigpalta. En 1507, il est nommé évêque de Cavaillon. Pallavicino est scriptor des lettres apostoliques, abbreviator primae visionis et chanoine et prébendaire de Côme.
Il est créé cardinal par le pape Léon X lors du consistoire du 1er juillet 1517.
Le cardinal Pallavicino participe au conclave de 1521-1522, lors duquel Adrien VI est élu pape et à celui de 1523 (élection de Clément VIII).